# Frank Lewis (Vizegouverneur)

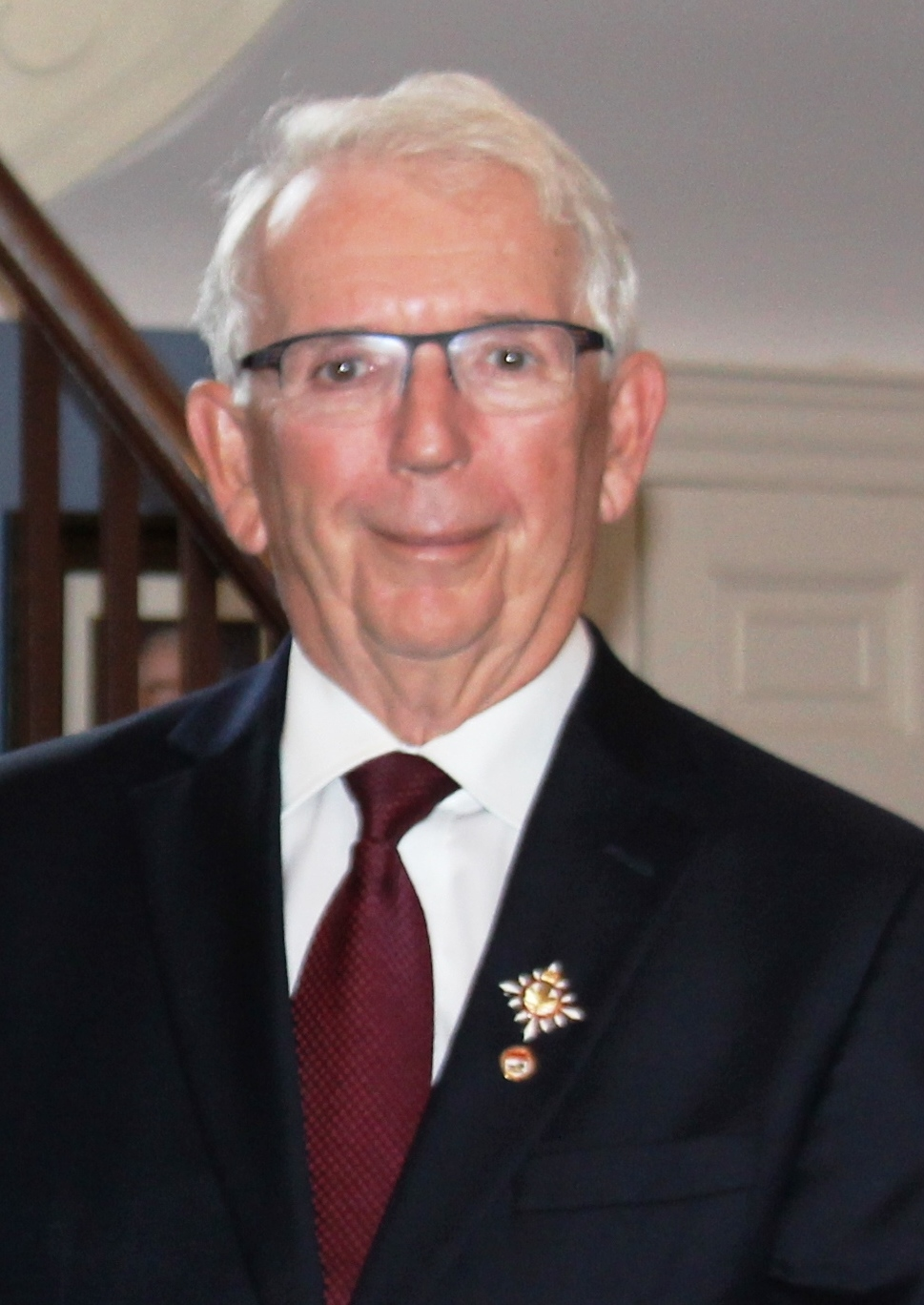
Frank Lewis

Frank Lewis, OPEI (* 1939 in York, Prince Edward Island) ist ein kanadischer Rundfunkmanager. Von 2011 bis 2017 war er der Vizegouverneur der Provinz Prince Edward Island und repräsentierte als solcher das Staatsoberhaupt, Königin Elisabeth II., auf Provinzebene.

## Biografie
Lewis begann 1966 für die auf Country-Musik spezialisierte Radiostation CFCY-FM in Charlottetown zu arbeiten. Er stieg zum Vizepräsidenten und Geschäftsleiter der Radiostation auf und wurde 2004 pensioniert. Nach seiner Pensionierung war er für das Medienunternehmen Newcap Radio in Halifax als Berater tätig. Am 28. Juli 2011 gab Premierminister Stephen Harper bekannt, dass Generalgouverneur David Johnston Lewis zum neuen Vizegouverneur von Prince Edward Island ernannt habe. David Jenkins, Vorsitzender des Obersten Gerichtshofes der Provinz, nahm am 15. August 2011 im Province House die Vereidigung vor. Als Vizegouverneur war Lewis von Amts wegen Kanzler des Order of Prince Edward Island.